# 福井理人
福井理人（1988年11月14日—），日本職業足球運動員，司職前鋒，現效力於阿爾巴尼亞丙組足球聯賽球隊卡姆薩。

## 外部連結
- 日本職業足球聯賽中的福井理人 （日語）
- 福井理人在FootballDatabase.eu中的档案